# Hendrik Conscience
Hendrik Conscience (eredetileg Henri Conscience, Antwerpen, 1812. december 3. – Antwerpen, 1883. szeptember 10.) flamand író. Belgium 1830-as függetlensége után az elsők között volt, akik flamand nyelven alkottak, amikor Belgium politikai, gazdasági és kulturális elitje szinte kizárólag franciául beszélt.

## Családja és fiatalkora

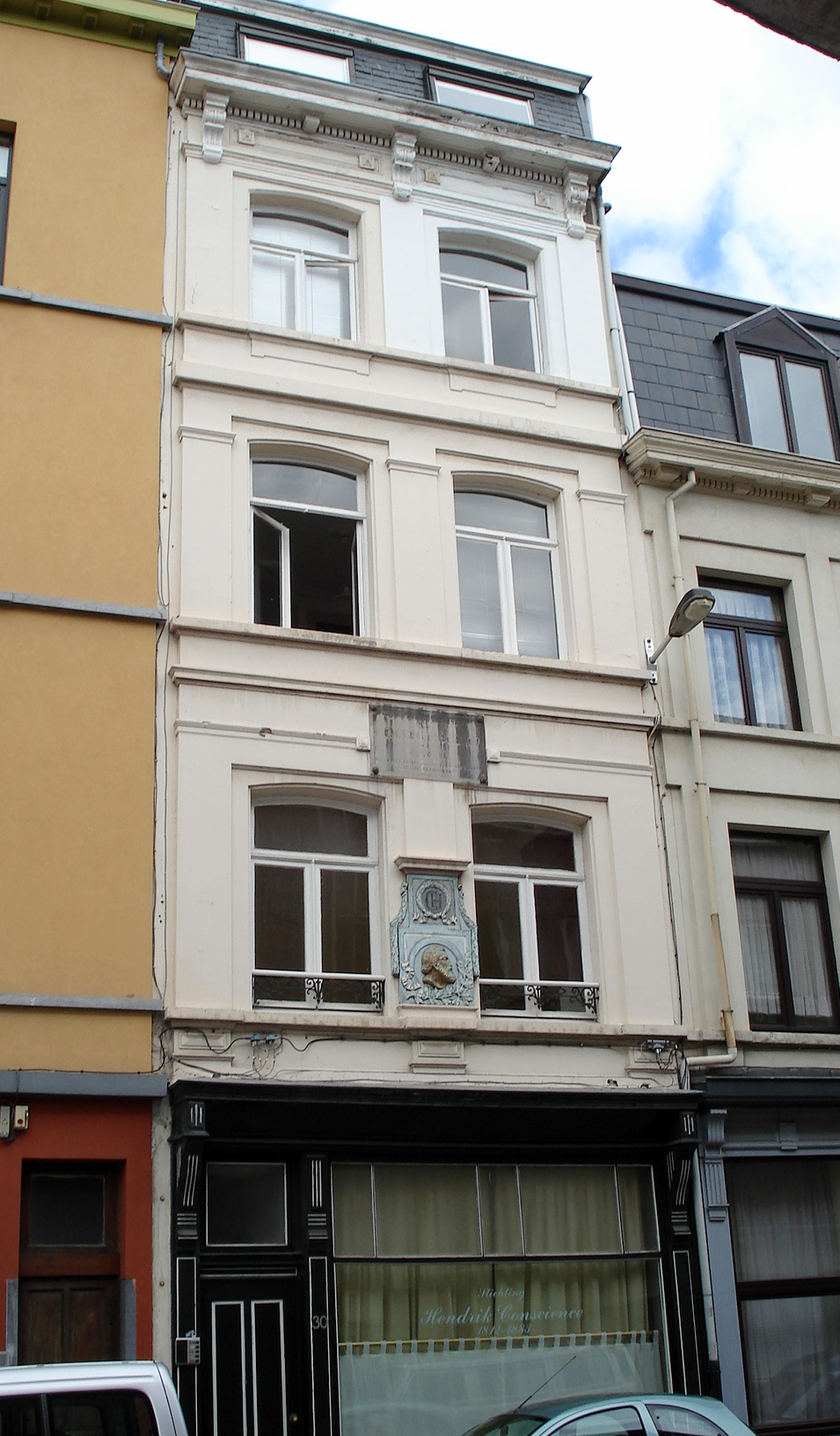
Szülőháza az antwerpeni Pompstraat-on áll

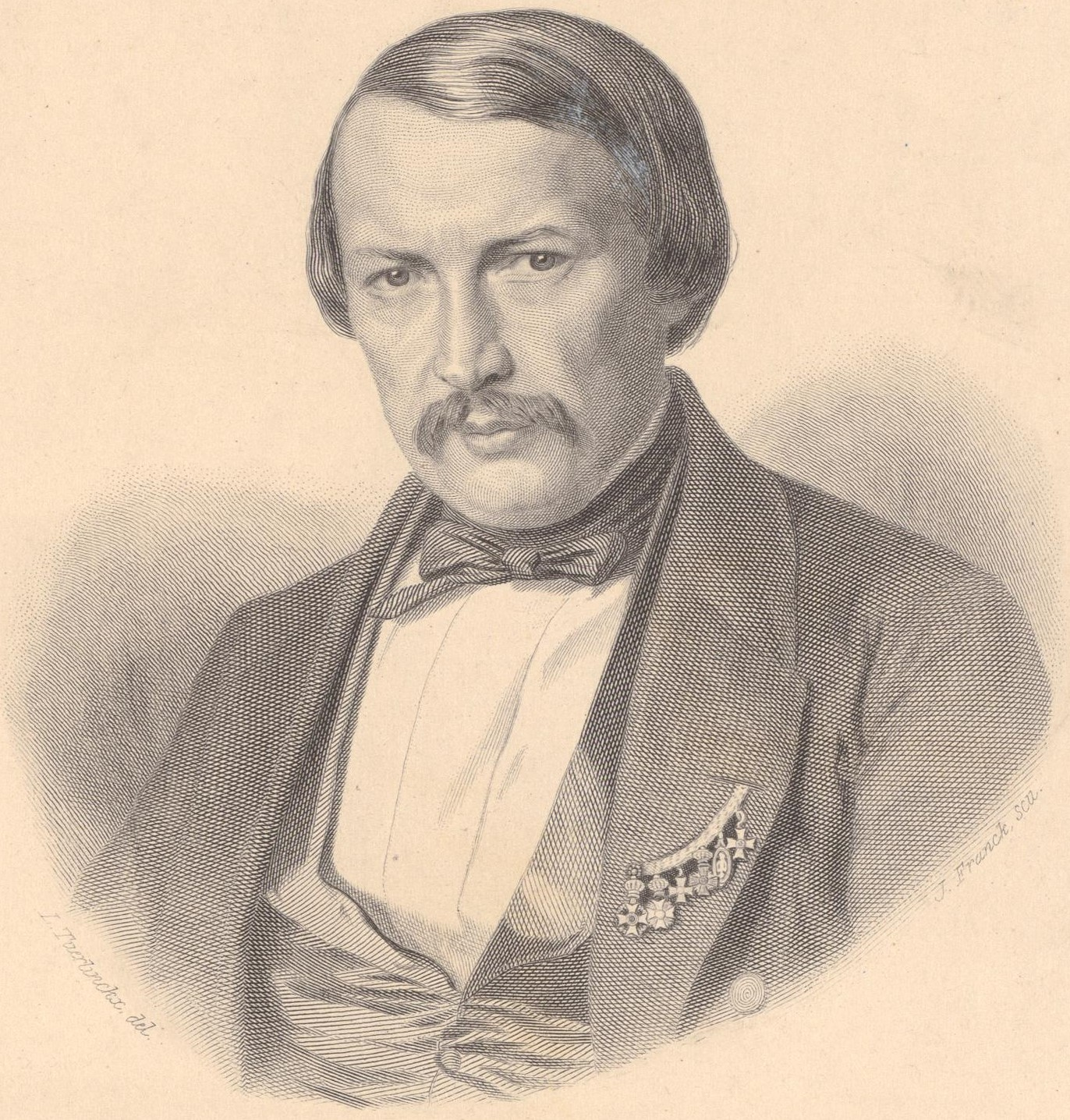
Fiatalkori portré

Apja a Besançon városából származó francia állampolgár, Pierre Conscience, aki Napóleon alatt a francia haditengerészetnél szolgált (mint chef de timonerie) és 1811-ben kinevezték Antwerpen kikötőmesterének, miután a franciák elfoglalták a várost. Hendrik anyja a flamand származású Cornelia Balieu. Amikor 1815-ben Napóleon waterlooi veresége után a franciák kiürítették a várost, Pierre Conscience megtagadta a visszavonulást, és a városban marad feleségével és fiával.
A háború után Pierre új vállalkozást kezdett: felvásárolta és hulladékként értékesített kiöregedett, vagy súlyosan sérült hajókat, amelyekkel a háborúk örökségeként tele volt Antwerpen kikötője. Hendrik egy olyan házban nőtt fel, amely tele volt mindenféle tengerészettel, hajózással kapcsolatos tárgyakkal, amihez később apja jelentős könyvgyűjteménye jött (amiket nem tudott értékesíteni). Pierre és Cornelia házasságából összesen 8 gyermek született. Hendrik gyerekkorában sokat betegeskedett és napjait rendszeresen az ablak mellé állított karosszékben, olvasással töltötte. Később apja egy magániskolába íratta Borgerhout-ban. Az iskolában angolul is tanult, ami akkoriban Antwerpenben meglehetősen hasznos volt (a franciák távozása után jelentős angol helyőrség maradt a városban).
Hendrik anyja 1820-ban meghalt, majd Pierre Conscience 1826-ban újra nősült, felesége ekkor a jóval fiatalabb Anna Catherina Bogaerts. Anyja halála után Hendrik belevetette magát az olvasásba, és egész nap az apja raktárában felhalmozott könyveket bújta. Röviddel második házassága után Pierre elhagyta Antwerpen városát és Kempen vidékére, az Antwerpen és Venlo városa között elterülő, kissé kietlen síkságra költözött. Pierre itt egy farmot vásárolt, és innen igazgatta tovább a hajóbontási vállalkozást. Apja számos üzleti útra ment és időnként hetekre és hónapokra Hendrik és öccsének egyetlen társasága mostohaanyja volt. Pierre és Anna házasságából összesen 9 gyermek született.

## A forradalom katonája
17 éves korában Hendrik elhagyta a szülőházát és Antwerpenben, mint magántanár helyezkedett el. Tanulmányait is folytatta egészen 1830-ig, amikor kitört a belga szabadságharc. 1830. szeptember 28-án Hendrik önkéntesként beállt az újonnan alakult belga hadseregbe. Kezdetben Venlo, majd Dendermonde helyőrségében szolgált egészen 1836. május 21-éig, amikor törzsőrmesteri ranggal leszerelt. A hadseregnél töltött idő alatt kiváló lehetősége nyílt arra, hogy mindenféle rendű, rangú és származású honfitársával találkozzon és közelről figyelje meg szokásaikat, viselkedésüket és gondolkodásukat. Hendrik ekkor határozta el, hogy flamandul, a korabeli Belgiumban megvetett és lenézett nyelven írjon, amit a korabeli frankofón értelmiség túlságosan vulgárisnak és közönségesnek talált ahhoz, hogy megtanuljon.
A Schelde folyó északi oldalán, Antwerpen közvetlen szomszédságában, a hollandok már több évszázados irodalmi és kulturális hagyományokkal büszkélkedhettek, de a hollandtól szinte alig különböző flamand nyelven szinte semmilyen irodalmi alkotás nem született. Ennek egyik oka, hogy a független Belgium inkább déli szomszéda, Franciaország felé fordult, amely aktívan támogatta a belgák elszakadását Hollandiától és emiatt hosszú évekig meglehetősen erőteljes előítéletei voltak az ország vezetőinek a flamand nyelvet használó lakossággal szemben. Hendrik ezzel szemben már 1830-ban romantikusnak, rejtélyesnek, vadnak és erőteljesnek találta a flamand nyelvet és elhatározta, hogy ha irodalmi pályára lép, csak ezen a nyelven fog alkotni („I do not know how it is, but I confess I find in the real Flemish something indescribably romantic, mysterious, profound, energetic, even savage. If I ever gain the power to write, I shall throw myself head over ears into Flemish composition.”).  Ennek ellenére katonaideje alatt francia nyelven írta verseit.

## Irodalmi pályájának kezdete

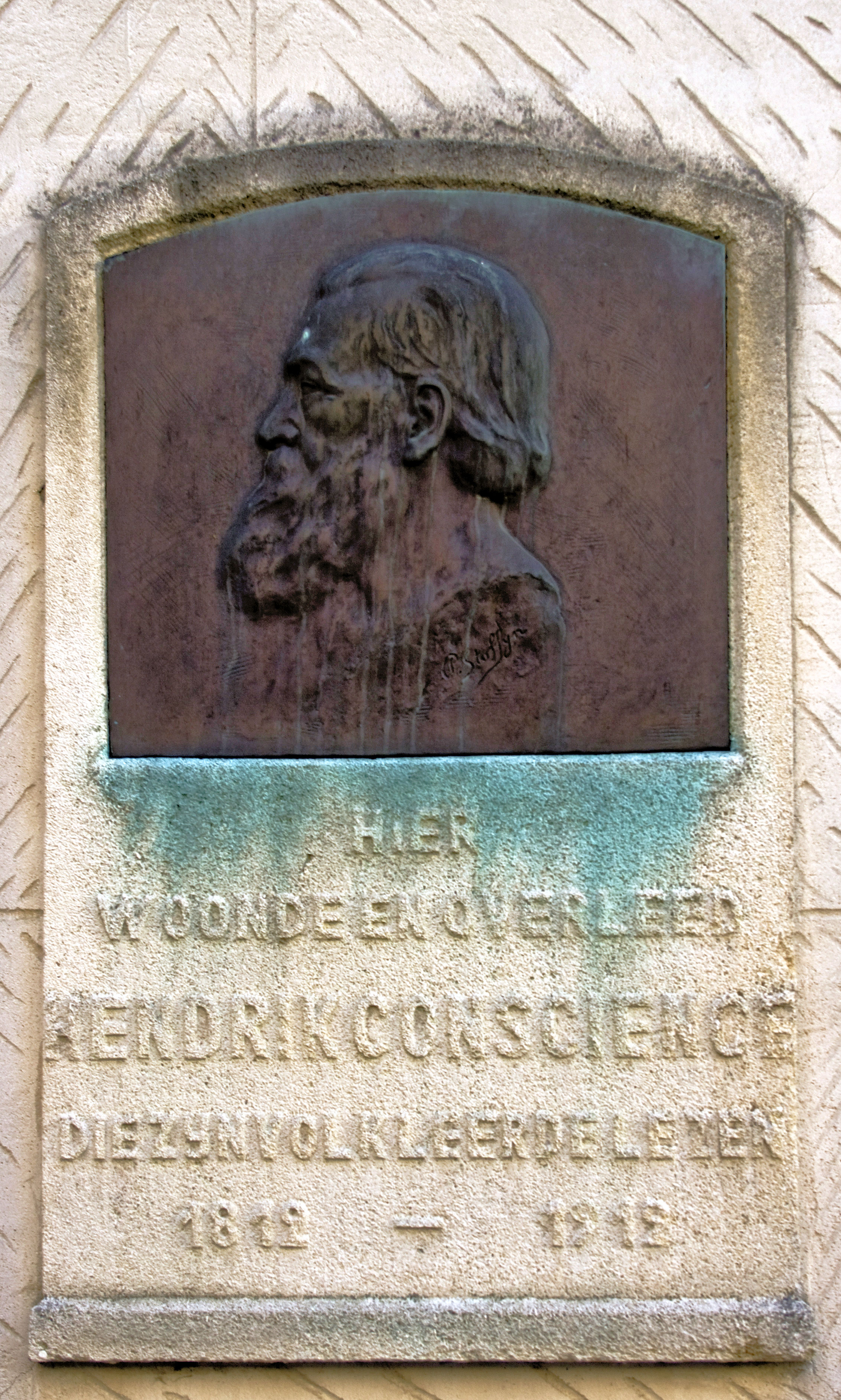
Emléktáblája brüsszeli háza falán, ahol most a Wiertz Múzeum található

A leszerelést követően Hendrik nem kapott nyugdíjat, ezért visszatért atyja házába, ahol elhatározta, hogy flamand nyelvű könyvet ír. Francesco Guicciardini által megihletve írta meg első könyvét, amely a nyolcvanéves háború egyik epizódját dolgozta fel In ’t Wonderjaar 1566 címen. A könyvet 1837-ben Gent-ben adták ki.
Apját annyira elkeserítette és megdöbbentette, hogy fia flamand nyelven ír, hogy kiutasította házából és Hendrik ismét Antwerpen felé vette az irányt, összes vagyona két belga franko és a rakta lévő ruhák voltak. Antwerpen utcáin lakott, amíg egy korábbi iskolatársa felismerte és befogadta, neki köszönheti, hogy hamarosan számos híres embert ismert meg, közöttük Gustave Wappers flamand festőt. Wappers ruhákat adott Hendriknek és bemutatta a királynak, I. Lipót királynak. A király hangot adott kívánságának, hogy minden belga iskola könyvtárában legyen egy példány a „Wonderjaar”-ból, de az akkoriban sem ismeretlen bürokrácia lassúsága miatt ez csak jelentős késéssel valósult meg. Leopold pártfogása alatt jelent meg Hendrik második könyve, a Phantasy, szintén 1837-ben. A király befolyásának köszönhetően 1838-ban kapott egy állást az antwerpeni tartományi levéltárban, amely állandó bevételi forrást jelentett számára és végre megszabadult az állandó anyagi gondoktól.
Ebben az évben jelent meg egyik leghíresebb és legjelentősebb regénye De Leeuw van Vlaanderen („Flandria oroszlánja”) címen.

## Flandria oroszlánja

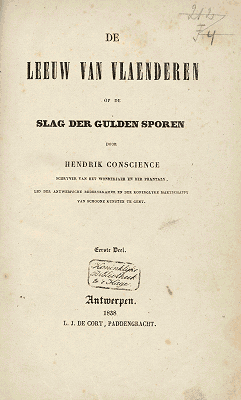
A Flandria oroszlánja fedőlapja, az 1838-as első kiadásból

A 19. század során általános trend volt az európai irodalomban és képzőművészetekben, hogy valós és legendás történelmi személyek cselekedeteit elevenítették fel, amelyből ihletet és bátorítást nyerhetnek, és segítik az egyes országok nemzeti karakterének meghatározását és megszilárdítását. A „Flandria oroszlánjá”val Conscience pontosan ezt cselekedte: a 13. századi flamand gróf és keresztes lovag, III. Róbert alakját használta fel arra, hogy nevet és identitást adjon a flamand függetlenségi törekvéseknek.
A regényt szinte biztosan a flamand festő, Nicaise de Keyser alkotása, a De Groeningeslag ihlette, amelyet Hendrik az antwerpeni Vleeshuis-ban látott. A regényt az 1302-ben vívott Aranysarkantyús csatát dolgozza, fel, amelyet Conscience háttérként használt fel Róbert és lánya, Mathilde életének bemutatására.
Természetesen a regény nem mindig ragaszkodik a történelmi tényekhez és ismeretekhez, hiszen például a regény főhőse nem vehetett részt az egyik legjelentősebb mozzanatban, az Aranysarkantyús csatában (hollandul Guldensporenslag). A másik, gyakran említett kifogás, hogy Róbert feltehetően nem is beszéld flamandul (amely akkoriban még éppen csak fejlődött a köznép nyelveként), hiszen a korabeli nemesség latinul vagy ó-franciául beszélt (hiszen Flandria a francia királyok hűbérese volt). Ennek ellenére a Róbert, Flandria oroszlánja, a mai napig úgy él a flamandok emlékezetében, mint a flamand függetlenség és büszkeség védelmezője, Conscience romantikus ábrázolásának köszönhetően. A regény ihlette a De Vlaamse Leeuw-t, a flamand nacionalisták egyik kedvenc dalát és Flandria nem hivatalos himnuszát.

## További regényei

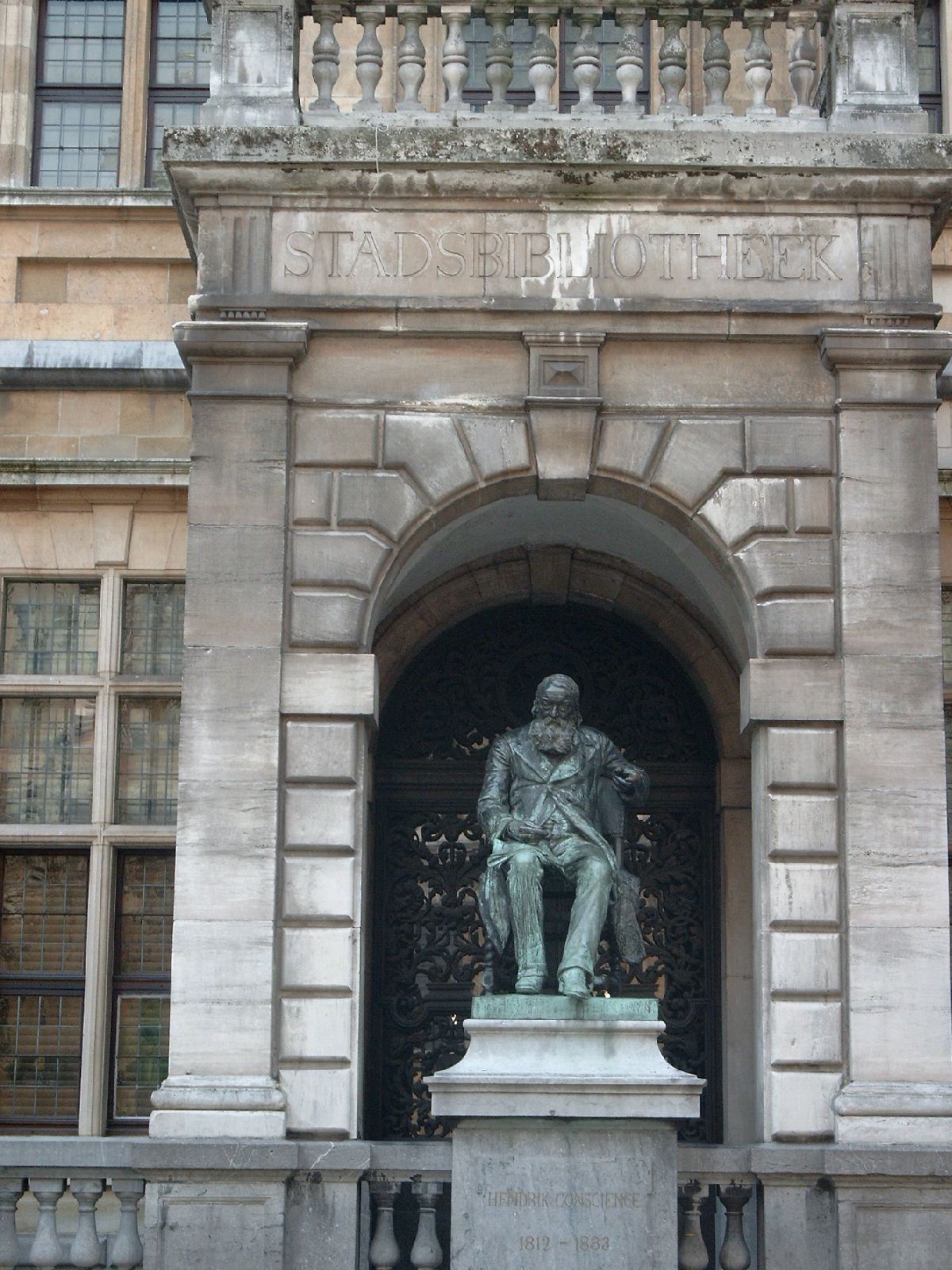
Conscience szobra az antwerpeni Stadbibliotheek homlokzatán

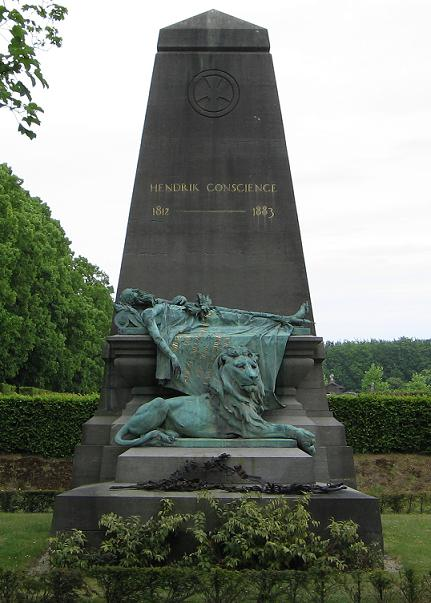
Síremléke a Schoonselhof-ban

A Flandria oroszlánja sikerét meglovagolva Conscience gyorsan egymás után jelentette meg történelmi tárgyú regényeit: Hoe men schilder wordt (Hogyan legyünk festők) és a Wat een Moeder lijden kan (Amit egy anya szenved) 1843-ban, Siska van Roosemaei (1844), Lambrecht Hensmans (1847), Jacob van Artevelde (1849), és a De Loteling (A közlegény) 1850-ben. Ezalatt Hendrik meglehetősen változatos életet élt, egy időben 13 hónapig segédkertészként dolgozott, de végül megkapta az antwerpeni Szépművészeti Akadémia titkári posztját. Ebben az időben, bár könyvei jelentős kritikai sikert arattak, de az eladásukból származó jövedelmet még nem volt elég ahhoz, hogy ne kelljen dolgoznia. Eszméi azonban lassan támogatásra találtak és széles körben kezdtek elterjedni – 1841-ben Gent városában tartott flamand konferencián már megemlítik könyveit, amik hozzájárulnak az önálló flamand irodalom kialakulásához. Ennek megfelelően a flamand nacionalisták mindent elkövettek, hogy támogassák a könyvek kiadását és terjesztését, és Conscience minden újabb alkotása növelte Belgium (és a flamandok) büszkeségét.
1842-ben feleségül vette Maria Peinen Conscience-t, akivel 5 gyermekük született (ebből négy fiatalon meghalt).
1845-ben Conscience a Leopold-rend lovagja lett és ez azt jelentette, hogy a flamand nyelv és irodalom elvesztette korábbi pária státuszát és éppen ellenkezőleg, flamandul beszélni és írni szinte divatos lett.
Szintén 1845-ben megírta és kiadta Belgium történelmét (Geschiedenis van België), de támogatói inkább arra biztatták, hogy térjen vissza a romantikus történelmi regényekhez és a flamandok mindennapjait oly érzékletesen leíró életképeihez, amellyel a legnagyobb sikereket alkotta. Conscience ekkor volt pályája csúcsán és regényei, a Blinde Roza (1850), Rikke-tikke-tak (1851), De arme edelman (1851), valamint a De Gierigaard (1853) a legjelentősebbek összes alkotása közül. Az általa képviselt irányzat nagy sikert aratott és Belgiumban számos utánzója akadt stílusának.
1855-ben kezdték műveit lefordítani és külföldön is kiadni, akkor már angol, francia, német és olasz nyelven is elérhetők voltak művei. 1857-ben a Belgium déli részén található Kortrijk városába nevezték ki, mint körzeti felügyelőt (arrondissementscommissaris). Conscience egészen 1868. szeptember 10-éig ebben a meglehetősen kihalt, határmenti városban élt, amikor is kinevezték a belga szépművészeti múzeum felügyelőjének. Az anyagi gondoktól megszabadulva Conscience rendszeresen publikálta könyveit és egyéb írásait. Antwerpen egyik legjelentősebb és legbefolyásosabb polgára volt és hetvenedik születésnapján hatalmas ünnepséget rendezett a város vezetése legnevesebb szülötte tiszteletére.
1883 augusztusában betegsége miatt már nem tudott részt venni antwerpeni szobra leleplezésén. Hosszas betegeskedés után, 1883. szeptember 10-én antwerpeni házában halt meg. A város díszes temetést rendezett neki és az antwerpeni Schoonselhof-ban helyezték végső nyugalomra.

## Bibliográfia
- In 't Wonderjaer 1566 (1837)
- Phantasy (1837)
- De Leeuw van Vlaanderen (1838)
- Hoe men schilder wordt (1843)
- Wat een Moeder lijden kan (1843)
- Siska van Roosemael (1844)
- Geschiedenis van België (1845)
- Geschiedenis van graaf Hugo van Craenhove en van zijnen vriend Abulfaragus (1845)
- Avondstonden (1846)
- Eenige bladzyden uit het boek der natuer (1846)
- Lambrecht Hensmans (1847)
- Jacob van Artevelde (1849)
- De Loteling (1850)
- Baes Gansendonck (1850)
- Houten Clara (1850)
- Blinde Roza (1850)
- Rikke-tikke-tak (1851)
- De arme edelman (1851)
- De Gierigaard (1853)
- De Grootmoeder (1853)
- De Boerenkrijg (1853)
- Hlodwig en Clothildis (1854)
- De Plaeg der Dorpen (1855)
- Het Geluk van Rijk te zijn (1855)
- Moeder Job (1856)
- Jubelfeesten (1856)
- De geldduivel (1856)
- Batavia (1858)
- Redevoeringen (1858)
- De Omwenteling van 1830 (1858)
- Simon Turchi (1859)
- De Kwaal des Tijds (1859)
- De Jonge Dokter (1860)
- Het Ijzeren Graf (1860)
- Bella Stock (1861)
- De burgers van Darlingen (1861)
- Het Goudland (1862)
- Moederliefde (1862)
- De Koopman van Antwerpen (1863)
- Een Uitvinding des Duivels (1864)
- Mensenbloed (1865)
- De Ziekte der Verbeelding (1865)
- Bavo en Lieveken (1865) - amely elnyerte a flamand irodalom nagydíját
- Valentijn (1865)
- De Burgemeester van Luik (1865)
- Levenslust (1868)
- De Kerels van Vlaanderen(1870)
- Koning Oriand (1872)
- Een Goed Hart (1872)
- Eene O te veel (1872)
- Een Stem uit het Graf (1872)
- Een Zeemanshuisgezin (1872)
- Een Slachteroffer der Moederliefde (1872)
- De Twee Vrienden (1872)
- De Baanwachter (1872)
- Korte Levensbeschrijving van F.A. Snellaert (1873)
- De Minnezanger (1873)
- De Dichter en zijn Droombeeld (1873)
- De Keus des Harten (1873)
- Everard 't Serclaes (1874)
- Eene verwarde zaak (1874)
- Levensbeschrijving van Willem Demol (1875)
- Schandevrees (1875)
- Gerechtigheid van Hertog Karel (1876)
- De Oom van Felix Roobeek (1877)
- De Schat van Felix Roobeek (1878)
- Het wassen Beeld (1879)
- De Gekkenwereld (1880)
- De Welopgevoede Dochter (1880)
- Geld en Adel (1881)
- Geschiedenis mijner jeugd (1888)
- De Duivel uit het Slangenbos (1889) (Halála után lánya, Maria Antheunis-Conscience fejezte be és szerkesztette)

## Magyarul
- Flam csöndélet. Elbeszélések; Diepenbrock Menyhért után németből ford. Szabó Imre; Szabóky Adolf, Pest, 1858 (Családi olvasmányok)
- Schwarcz Máriaː A mostoha-leány. Elbeszélés; ford. B...y Géza / Henri Conscienceː Az ördög találmánya. Fantasmagora; ford. Varga Vilmos; inː Új regélő, 3. évf.
- A szegény nemes. Flamand beszély; franciából ford. Greguss Ágost; Franklin, Bp., 1876 (Olcsó könyvtár)
- A matróz családja / A jó szív; ford. Esztergomi Növendék Papság Magyar Egyházirodalmi Iskolája, Esztergom, 1891 (Ifjúsági könyvtár)
- Catilina titka. Regény; Pécsi Figyelő, Pécs, 1898
- Flandria oroszlánja; ford. Révay József; Genius, Bp., 1924 (Az ifjúság szépírói)